# Breedkop-bandzweefvlieg
De breedkop-bandzweefvlieg (Epistrophe ochrostoma) is een vliegensoort uit de familie van de zweefvliegen (Syrphidae). De wetenschappelijke naam van de soort is voor het eerst geldig gepubliceerd in 1849 door Zetterstedt.